# María Teresa Roca de Togores y Alburquerque
María Teresa Roca de Togores y Alburquerque (10 de agosto de 1815, Orihuela (Alicante) - 21 de enero de 1842, Valencia), Señora de Asprillas, fue la primera esposa del primer Marqués de Molins, Mariano Roca de Togores y Carrasco.

## Biografía
Era hija de Juan Roca de Togores y Alburquerque, Señor de Asprillas y alcalde de Orihuela, y de María Josefa de Alburquerque y Saurín.
Se casó el 10 de abril de 1833 en la Iglesia de San Andrés de Valencia con Mariano Roca de Togores y Carrasco, marqués de Molins (1812-1889).
Tuvo dos hijos, Luis Manuel Roca de Togores y Roca de Togores (1837-1901), marqués de Asprillas y María Francisca (1838-1904).
El pintor Madrazo le realizó un retrato en 1837.